# M.T.Insider
M.T.Insider, född 29 maj 2010, är en svensk varmblodig travhäst. Han tränades och kördes av sin ägare Olle Alsén, aktiv vid Gävletravet. Han sprang under tävlingskarriären in ca 2 miljoner svenska kronor på 115 starter, varav 21 segrar, 16 andraplatser och 15 tredjeplatser.

## Karriär
M.T.Insider gjorde debut på travbanan 2013, och har under hela karriären tränats av Olle Alsén. Han har gjort sig känd som en av Sveriges mest startsnabba travhästar, och har ibland kallats för supersprinter. Han har bland annat tagit fyra segrar (varav två raka) i Speedrace (2018, 2019, 2021, 2022). Han har även kommit på tredje plats i Storsjöpokalen (2018).
Under tävlingskarriären startade han endast sex gånger över lång distans. Den kortaste distansen han startade på var 640 meter. Han gjorde sin sista start den 29 maj 2022 i Speedrace på Elitloppssöndagen, där han segrade för fjärde gången. Solvallas sportchef Anders Malmrot meddelade direkt efter loppet att loppet framöver kommer att heta M.T.Insiders Speedrace.

### Sjukdom
M.T.Insider insjuknade under hösten 2015, då han var nära att mista livet. I mars 2021 insjuknade M.T.Insider hastigt, då han fått problem med enorma magsmärtor. Läget stabiliserades sedan.